# Randea
Randea era una fortalesa situada a la riba del riu Arsanies (Murad Su) on l'any 62 van ser assetjats els romans manats pel governador de Capadòcia Gai Cesenni Pet, que després de la batalla de Randea va haver de signar un tractat humiliant (Primer tractat de Randea), pel qual els romans evacuaven Armènia.
Gneu Domici Corbuló va traspassar l'Eufrates a Melitene, va entrar a Armènia i en uns mesos de campanya va eliminar tots els governdors dels que sospitava o sabia que tenien simpaties pels parts (62-63). Però finalment l'any 63 a Randea, Corbuló i Tiridates I d'Armènia van signar un acord de pau (Segon tractat de Randea), pel qual Tiridates era reconegut rei d'Armènia però seria client de Roma; només una guarnició romana es quedaria al país, però a Sofene, i Artàxata (destruïda) seria reconstruïda. Allí mateix el rei arsàcida va deixar la corona i va anunciar que aniria a Roma per rebre-la de Neró.